# Jaroslav Kamper

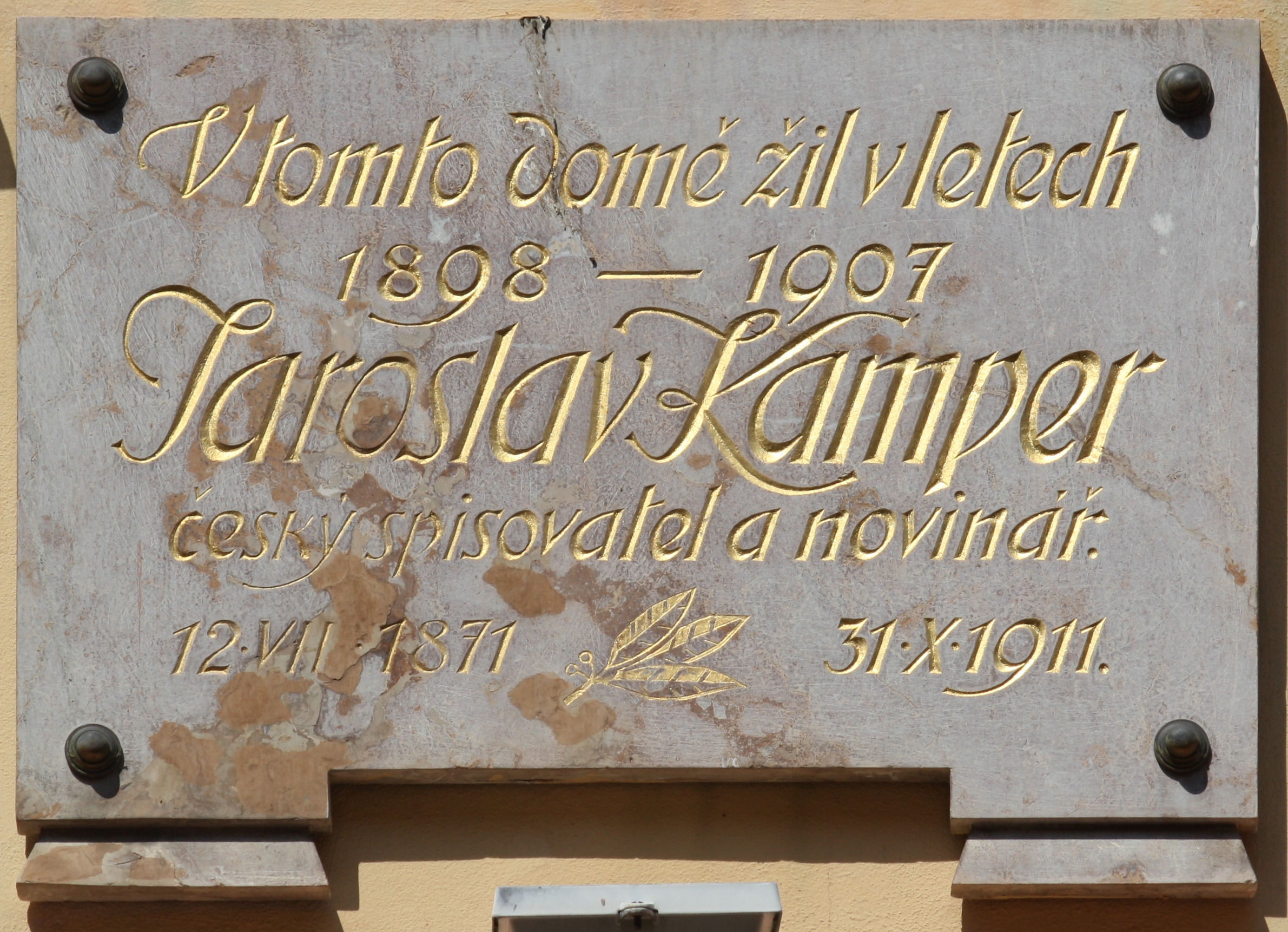
Pamětní deska v pražské Nerudově ul.

Jaroslav Karel Kamper (12. srpna 1871 Karlín – 31. října 1911 Královské Vinohrady) byl český novinář, spisovatel, překladatel, dramaturg, literární, divadelní a výtvarný kritik. Přispíval historickými a kritickými studiemi do českých i německých periodik (Politik, Musejník, Magazin für Literatur aj.), byl redaktorem časopisů Květy a Lumír. Pořádal divadelní představení ve smíchovském divadle a v Uranii, působil jako dramaturg nově otevřeného Divadla na Vinohradech. Podílel se na činnosti literárních spolků. Projevoval nadšení pro dramatické umění a pro historii, zejména barokní památky staré Prahy. Byl oceňován pro rozsáhlou redaktorskou, přednáškovou a překladatelskou činnost; jeho dílo ale kvůli předčasnému úmrtí zůstalo z převážné části rozptýleno po časopisech.

## Život
Narodil se 12. srpna 1871 v Karlíně v rodině obchodníka s uhlím Karla Kampera (* 1837) a jeho manželky Josefy, rozené Senderové. Dědeček Augustin Kamper (* 1804) byl pražský novinář. Původ své rodiny považoval za holandský. Vystudoval české gymnázium na Novém Městě a pražskou právnickou fakultu.
Počátkem 90. let se začal věnovat žurnalistice. Poprvé na sebe upozornil referáty o české literatuře v německém časopise Magazin für Litteratur. Od roku 1894 byl členem redakce pražského německého deníku Politik. Roku 1902 redigoval Obzor literární a umělecký (založil Jaroslav Vlček). Po roce 1909 byl redaktorem časopisu Květy a na sklonku života krátce spoluredigoval Lumír (s Viktorem Dykem). V roce 1910 se účastnil sjezdu slovanských spisovatelů v Sofii.
Byl nadšený pro umění. Zprvu se zaměřil na moderní malířství, např. díla Mánesa, Alše, Schweigra, Marolda, Jeneweina a Orlíka, později se ale jeho zájem obrátil ke starým mistrům. Nejvíce si oblíbil baroko v posledních fázích, kdy ustupovalo rokoku a empíru. Měl rád Malou Stranu, kde obdivoval historické památky a v mysli se vracel do šlechtického 18. století. Barokní a pozdně barokní osobnosti, například Václava Vavřince Reinera, Petra Brandla, ale i Jana Ferdinanda Opize a Václava Tomáška pak přiblížil čtenářům v několika studiích. Svými znalostmi přispěl i do soupisu uměleckých památek, vydávaného Českou akademií.
Jeho další velkou životní láskou bylo divadlo. Věnoval se mu jako kritik, pořádal ale také představení ve smíchovském divadle a v Uranii. Po otevření Divadla na Vinohradech se stal nakrátko jeho dramaturgem. Jím režírované drama Tkalci slavilo úspěch, Kamper byl ale kvůli neshodám s vedením divadla propuštěn. Jeho přátelé (např. Hanuš Jelínek) to pokládali za křivdu; vedení divadla tento krok naopak zdůvodňovalo nutností úspor po stávce (zároveň bylo propuštěno několik dalších umělců i pomocného personálu) a Kamprovými dlouhodobě neuspokojivými výsledky (liknavost při čtení a zařazování zaslaných prací do programu, opožděné dodávání vlastních překladů a nedbalost při jazykové korektuře cizích, návrhy repertoáru dodávané až na poslední chvíli a po mnoha urgencích – v důsledku čehož žilo divadlo ze dne na den bez jasného plánu).
Byl rovněž veřejně činný. Pořádal přednášky, působil v Osvětovém svazu a zastával funkci jednatele v Umělecké besedě. Roku 1902 se zasloužil o založení Kruhu českých spisovatelů a určitou dobu byl i jeho starostou.
Byl oblíbený svým srdečným a přátelským vystupováním.
Dlouhodobě trpěl zdravotními obtížemi. V létě 1911 odjel na léčení do Luhačovic, úlevu mu ale nepřinesly. Zemřel po dlouhé nemoci 31. října 1911 ve svém bytě na Vinohradech. Pohřben byl 2. listopadu na Olšanech po obřadu v chrámu sv. Ludmily, za účasti řady spisovatelů, novinářů, herců a dalších osobností.
8. května 1932 mu Umělecká beseda odhalila pamětní desku na domě v Nerudově ulici 225, kde několik let žil. Byla vytvořena podle návrhu Josefa Weniga. Se vzpomínkovými projevy při té příležitosti vystoupili profesor Arne Novák, Kamperův přítel a pozdější senátor Jiří Pichl a předseda Umělecké besedy František Skácelík.

## Dílo
Kamper byl především autorem řady článků a kritických studií v novinách a časopisech. Pro žurnalistiku měl předpoklady — všestranné vzdělání a široké zájmy. Ovládal cizí jazyky a mohl se tak stát prostředníkem mezi domácí uměleckou scénou a zahraničím. Elegantně a bezpečně zvládal německý sloh. Většina jeho článků vyšla v periodikách Politik, Květy, Rozhledy, Lumír a Obzor literární a umělecký.
Psal také literárně historické studie, např. o J. Zeyerovi, L. Stroupežnickém a Máchovi, zejména pro Musejník. Do publikace Česká literatura XIX. století přispěl popisem prvopočátků českého divadla až po Tyla a Turinského. Věnoval se i dramatikům 60. a 80. let 19. století J. J. Kolárovi a E. Bozděchovi.
Podle Arne Nováka jsou jeho články spíše skvělé improvizace než hluboké kritické studie. Poddával se prvnímu dojmu a sděloval čtenářům rozkoš z literatury, nikoliv objektivní nezaujatý odstup. V jeho dílech proto najdeme více uměleckého nadšení, než promyšlených estetických soudů nebo historických závěrů.
V jeho životě a díle je patrný rozpor mezi zábavným společníkem a konzervativním novinářem. Podle Hanuše Jelínka se na stránky novin dostala jen malá část jeho literárního talentu — jeho velký smysl pro humor a satiru zůstal omezen na soukromé projevy. Arne Novák u něj rovněž pozoroval konflikt snu o barokním šlechtickém světě, do kterého unikal, a současné reality.
Vzhledem k předčasné smrti se mu nepodařilo shrnout své znalosti a zkušenosti do souhrnného díla. Převážná část jeho prací – fejetony, články, referáty – zůstala rozptýlena po časopisech.
Knižně vyšly např.:
- Ladislav Stroupežnický, jeho život a dílo (1900)
- Julius Zeyer (1901)
- Bílá láska (1904), jeho nejrozsáhlejší dílo. Jde o malebnou improvizaci, román bez děje, v němž autor líčí krásy staré Prahy. Podle A. Nováka je paradoxem, že jeho hlavní dílo náleží do žánru, pro který neměl příliš smyslu.[8]
- Václav Vavřinec Reiner (1907)
- Karel Škréta : list z dějin českého umění (1910)
- Máchovy portréty : doprovod k akvarelu Jana Zachariáše Quasta (1910)
- Procházky starou Prahou (1910)
- Petr Brandl (1911)

Překlady:
- Louis Couperus: Osud (1896-7), nejvýznamnější překlad[8]
- Stendhal: Kartuziánský klášter v Parmě (s Hanušem Jelínkem, vyšlo posmrtně 1912)

## Rodina
- 19. února roku 1898 se v kostele Panny Marie Sněžné v Praze oženil s Emilií, rozenou Hladíkovou (1874). Měli tři děti: prvorozený syn zemřel roku 1891, druhorozený byl Jan (* 1899), třetí dcera Blanka (* 1911).[15]

### Příbuzní
- Bratr Otakar Kamper (1878–1942) byl hudební historik.[16]
- Bratr Zdeněk Kamper (1880–1965) byl autorem popularizujících uměleckohistorických příruček.[4]
- Švagr Václav Hladík (1868–1913)[p 3] byl rovněž redaktor a spisovatel.[9]